# Étienne-Joseph Floquet
Pour les articles homonymes, voir Floquet.
Étienne-Joseph Floquet est un compositeur français, né le 23 novembre 1748 à Aix-en-Provence, mort le 10 mai 1785 à Paris.
Floquet fit ses études à la maîtrise de Saint-Sauveur en sa ville natale et se perfectionne en 1776 auprès de Nicola Sala à Naples et pour le contrepoint avec Padre Martini à Bologne. Il composa pour la scène et des œuvres religieuses.

## Biographie
Floquet est encore élève de la maîtrise de la cathédrale Saint-Sauveur d'Aix-en-Provence, lorsqu'il remporte un certain succès avec ses motets.
En 1769, il vient étudier à Paris et présente en 1773 à l'Opéra son premier ouvrage lyrique l'Union de l'Amour et des Arts, qui connait un triomphe avec plus de 60 représentations. Lors de la première représentation, le public est tellement enthousiaste que le spectacle est interrompu à plusieurs reprises et que Floquet doit se présenter sur scène, situation alors inédite à l'Opéra. La chaconne tirée de cet opéra est connue sous le nom de Chaconne de Floquet et a figuré dans les concerts pendant plus de cinquante ans.
En 1774, après l'échec de son opéra suivant Azolan, retiré de la programmation après quatre représentations, Floquet se rend en Italie pour approfondir sa culture musicale. Il étudie la composition avec 
Nicola Sala à Naples et le contrepoint à Bologne avec Padre Martini.
Floquet revient en France en 1777 pour trouver le public parisien divisé entre les partisans de Gluck et les partisans de l'Italien Piccinni. Il y avait peu de demande pour les opéras de compositeurs français et Floquet a difficilement mis en scène sa tragédie lyrique Hellé en 1779, pour trois représentations seulement. Floquet connait à nouveau le succès avec ses opéras Le Seigneur bienfaisant en 1780, puis La nouvelle Omphale en 1782. Il se tourne vers un sujet tragique avec une nouvelle partition musicale pour Philippe Quinault du livret Alceste en 1783. Le triomphe d'Alcide (Alceste) est d'abord répété puis rejeté par l'Opéra de Paris. Le compositeur est déjà en mauvaise santé et la déception de son échec avec Alceste aurait contribué à sa mort prématurée peu après.

## Œuvres (choix)
- 1773 : L'Union de l'Amour et des Arts, opéra-ballet, qui fut donné 60 fois jusqu'en janvier 1774
- 1774 : Azolan, opéra-ballet
- 1779 : Hellé, opéra-ballet
- 1780 : Le Seigneur bienfaisant, opéra
- 1782 : La nouvelle Omphale
- 1783 : Le triomphe d'Alcide, tragédie lyrique